# Szelle Dávid
Szelle Dávid (Veszprém, 1988. november 7. –) magyar színész.

## Életpályája
A középiskolát az Ipari Szakközépiskola és Gimnáziumban végezte, környezetvédelmi szakon. 1999 óta játszik színpadon. Első szerepét 1999-ben, „A dzsungel könyve” című darabban kapta a Veszprémi Petőfi Színházban.
2005-ben került a Pannon Várszínházhoz, ahol színész végzettséget szerzett. Többféle szerepkörben feltűnt már: színész, rendezőasszisztens, rendező, koreográfus, műsorvezető.

## Díjai, elismerései
- Legjobb színész közönségdíja (2015-2016, 2016-2017, 2019-2020)
- Legjobb rendezés (Boeing, boeing, leszállás Párizsban) 2018-2019
- Pannon Pálya-díj (2021)

## Szerepei
- A dzsungel könyve (Veszprémi Petőfi Színház, 1999) – Kis Maugli
- A kölyök (Veszprémi Petőfi Színház, 2002) – Jacky
- Pinokkió (Veszprémi Petőfi Színház, 2003) – Kanóc
- Képzelt riport egy amerikai popfesztiválról (Pannon Várszínház, 2005) – Anszamblé
- Tanár úr kérem (Pannon Várszínház, 2006) – Steinmann
- A padlás (Pannon Várszínház, 2007) – Herceg, Robinson
- A kaktusz virága (Pannon Várszínház, 2007) – Bárfiú
- A muzsika hangja (Pannon Várszínház, 2008) – Rolf
- Oliver (Pannon Várszínház, 2008) – Noah
- Hotel Menthol (Pannon Várszínház, 2008) – Teddy boy
- Boldog idő (Pannon Várszínház, 2008) – Anszamblé
- Kinizsi Pál (Pannon Várszínház, 2008) – Anszamblé
- Szentivánéji álom (Pannon Várszínház, 2008) – Lysander
- Picasso Veszprémben (Pannon Várszínház, 2008) – Anszamblé
- A Pál utcai fiúk (Pannon Várszínház, 2008) – Boka
- Vízkereszt vagy amit akartok (Pannon Várszínház, 2009) – Valentine
- Ágacska (Pannon Várszínház, 2009) – Berci béka
- Miénk a cirkusz (Pannon Várszínház, 2009) – Zsonglőr
- Tánc-dal-fesztivál (Pannon Várszínház, 2009) – Anszamblé
- Fehérlófia (Pannon Várszínház, 2009) – Fehérlófia
- A végzetes szerelem játéka (Pannon Várszínház, 2010) – Gilles más néven Peppe Nappa
- Aranycsapat (Pannon Várszínház, 2010) – Cicero
- Made in Hungária (Pannon Várszínház, 2011) – Csipu
- OMEGA – Égi vándor (Pannon Várszínház, 2011) – Anszamblé
- Két úr szolgája (Pannon Várszínház, 2011) – Silvio
- Fekete Péter (Pannon Várszínház, 2011) – Gaston
- Ének az esőben (Pannon Várszínház, 2011) – Anszamblé
- Élőképek (Pannon Várszínház, 2012) – Fiú
- Játék a kastélyban (Pannon Várszínház, 2012) – Titkár
- Börtönmusical (Pannon Várszínház, 2012) – Bert
- Monte Cristo grófja (Pannon Várszínház, 2012) – Quesnel tábornok/fia
- Sose halunk meg (Pannon Várszínház, 2013) – Imi
- Vigyorgó búbánat (Pannon Várszínház, 2013) – Varjú/Pap
- Csivir-csavar (Pannon Várszínház, 2014) – Nádi Ricardo/Taj-csi-csóka
- Meseautó (Pannon Várszínház, 2014) – Péterffy
- Hegedűs a háztetőn (Pannon Várszínház, 2014) – Fegyka
- Balfácánt vacsorára (Pannon Várszínház, 2014)
- Egy csók és más semmi (Pannon Várszínház, 2014) – Bartáné
- Az óriás nyomában (Pannon Várszínház, 2014) – Fiú
- Toldi (Pannon Várszínház, 2014) – A költő
- Szépek szépe (Pannon Várszínház, 2015) – Tulipán a herceg
- A makrancos hölgy (Pannon Várszínház, 2015) – Lucentio
- Egy bolond százat csinál (Pannon Várszínház, 2015) – Rendező
- Egy darabot a szívemből (Pannon Várszínház, 2015) – Anszamblé
- Starfactory (Pannon Várszínház, 2015) – Vlad
- Black comedy (Pannon Várszínház, 2015) – Brindsley Miller
- Az anyu én vagyok! (Pannon Várszínház, 2016) – Rendező
- Equus (Pannon Várszínház, 2016) – Allen
- "Színház az egész..." (Pannon Várszínház, 2016) – Anszamblé
- A Bunkerrajzoló (Pannon Várszínház, 2016) – L
- Mária evangéliuma (Pannon Várszínház, 2016) – Angyal
- Emil és a detektívek (Pannon Várszínház, 2017) – Rendező/Apa
- Mágnás Miska (Pannon Várszínház, 2017) – Mixi gróf
- Jövőre, veled, ugyanitt (Pannon Várszínház, 2017) – Rendező
- A Pál utcai fiúk (Pannon Várszínház, 2017) – Boka
- A szabin nők elrablása (Pannon Várszínház, 2017) – Rendező
- Tizenkettő és... (Pannon Várszínház, 2017) – Szereplő
- Boeing, Boeing – Leszállás Párizsban (Pannon Várszínház, 2018) – Rendező
- Csinibaba (Pannon Várszínház, 2018) – Bajkon úr
- Bűn és bűnhődés (Pannon Várszínház, 2018) – Raszkolnyikov
- A tanú (Pannon Várszínház, 2019) – Dániel elvtárs/Tussinger
- Hair (Pannon Várszínház, 2019) – A fiú
- Kőműves Kelemen (Pannon Várszínház, 2019) – Máté
- Az élet csodaszép (Pannon Várszínház, 2019) – Rendező/George
- Hamlet (Pannon Várszínház, 2020) – Hamlet
- A doktor úr (Pannon Várszínház, 2020)- Rendező/Csató
- Virágot Algernonnak (Pannon Várszínház, 2020) – Charlie Gordon
- A szív hídjai (Pannon Várszínház, 2023) -Michael

## Filmszerepei
- A szerenád (Rendező: Máté P. Gábor, 2022) – Hanggyűjtő